# كارولين زين
كارولين زين (بالإنجليزية: Carolyn Zane)‏ (1950، كاليفورنيا في الولايات المتحدة)؛ روائية أمريكية.